# 1906 en Inde
Chronologie de l'Inde
- 1902
- 1903
- 1904
- 1905
- 1906
- 1907
- 1908
- 1909
- 1910

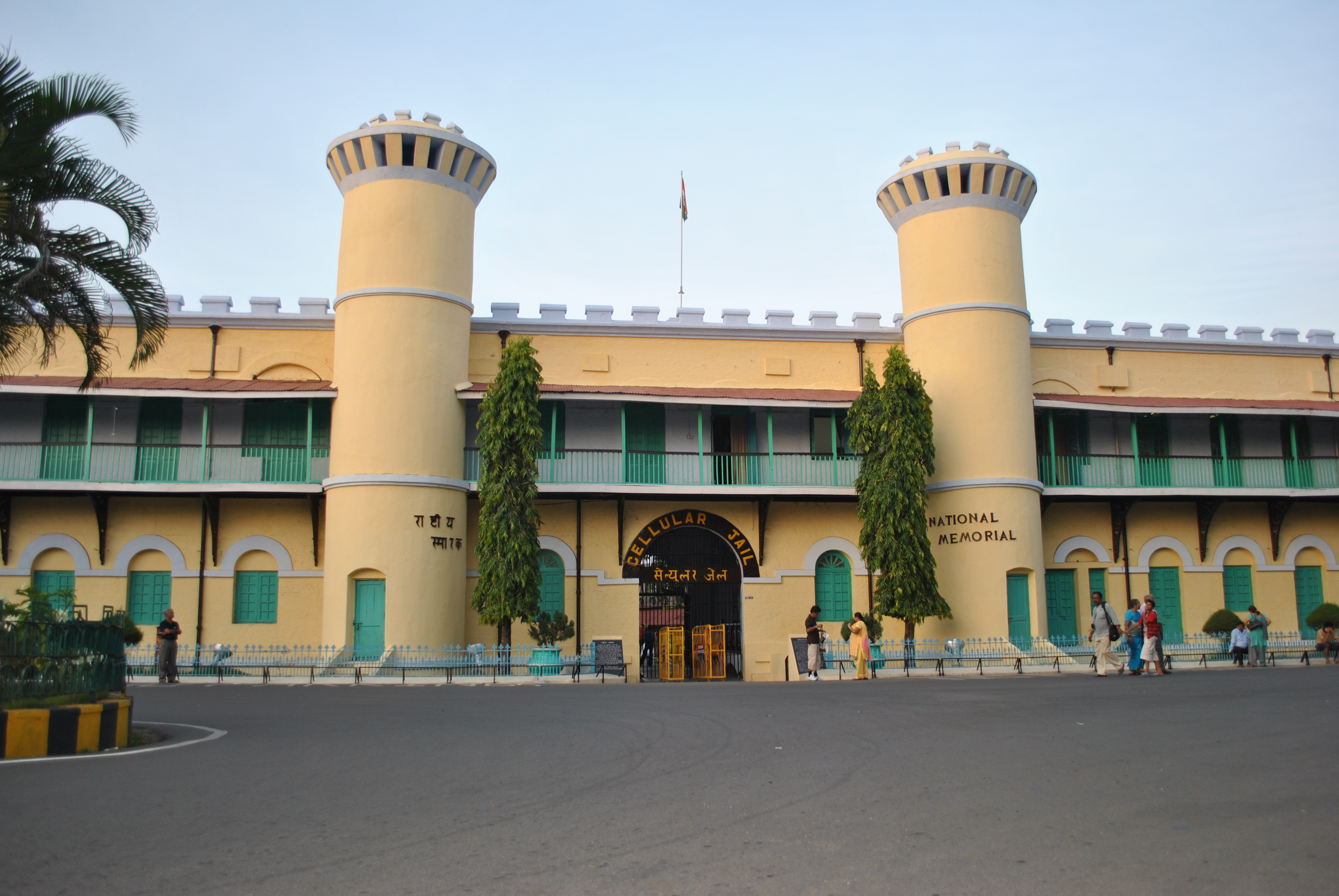
Fin de la construction de la Cellular Jail, prison coloniale de l'Inde britannique située à Port Blair, aux îles Andaman-et-Nicobar. Cet édifice est désormais un monument national de l'Inde.

Cette page concerne les évènements survenus en 1906 en Inde  :

## Évènement
- 1er janvier :  L'inde adopte l'heure normale de l'Inde.
- 11 septembre : Le Mahatma Gandhi invente le terme Satyagraha pour caractériser le mouvement de non-violence en Afrique du Sud.

## Création
- Anushilan Samiti (en), organisation révolutionnaire.
- Cellular Jail, prison coloniale de l'Inde britannique située à Port Blair, aux îles Andaman-et-Nicobar.
- Institut de recherche forestière (en)
- Ligue musulmane
- Théâtre Baan (en) à Tezpur.

## Dissolution
- Arbuthnot & Co (en), banque.
- Nabanoor (en), magazine.

## Naissance
- Bhutnath Bhattacharya (bn), révolutionnaire.
- Bibbo (en), actrice.
- Sohan Lal Dwivedi (en), poète et combattant pour la liberté.
- Trailokyanath Goswami (en), écrivain.
- Li Gotami Govinda (en), écrivaine, peintre et photographe.
- Prithviraj Kapoor, acteur.
- Amirbai Karnataki, actrice.
- Ali Yavar Jung (en), diplomate.
- Edasseri Govindan Nair, poète.
- Pudhumaipithan, écrivain.
- Jatavallabhula Purushottam (en), poète et écrivain.
- Pahari Sanyal (en), acteur.
- Jayantilal Chhotalal Shah (en), chef de la Justice.
- Indumati Chimanlal Sheth (en), femme politique.

## Décès
- Maraimalai Adigal (en), écrivain et père du Tanittamil Iyakkam (en) (mouvement pour l'indépendance tamoule).
- Albion Rajkumar Banerjee (en), Premier ministre du Jammu-et-Cachemire.
- Anandamohan Bose (en), personnalité politique.
- M. Hiriyanna (en), philosophe.
- Safi Lakhnavi (en), écrivain.
- Kali N. Rathnam (en), acteur.
- Rajendrasuri, chef religieux.
- Sachchidananda Sinha (en), avocat, parlementaire et journaliste.
- Moola Narayana Swamy (en), réalisateur du cinéma indien.